# Amt Lindow (Mark)
Das Amt Lindow (Mark) ist ein 1992 gebildetes Amt im Landkreis Ostprignitz-Ruppin des Landes Brandenburg, in dem zunächst neun Gemeinden in den damaligen Kreisen Neuruppin und Gransee zu einem Verwaltungsverbund zusammengefasst wurden. Durch Gemeindezusammenschlüsse und Eingliederungen verringerte sich die Zahl der amtsangehörigen Gemeinden auf vier. Sitz des Amtes ist die Stadt Lindow (Mark).

## Geographische Lage
Das Amt Lindow (Mark) liegt im Osten des Landkreises Ostprignitz-Ruppin und grenzt im Westen an die Stadt Neuruppin, im Norden an die Stadt Rheinsberg, im Osten an den Landkreis Oberhavel sowie im Süden an die Gemeinde Fehrbellin.

## Gemeinden und Ortsteile
Dem Amt gehören vier Gemeinden an:
- Herzberg (Mark) mit dem Wohnplatz Birkenhof[3]
- Lindow (Mark) (Stadt) mit den Ortsteilen Banzendorf, Keller, Klosterheide, Hindenberg und Schönberg (Mark) sowie den Wohnplätzen Birkenfelde, Dampfmühle, Grünhof, Gühlen, Kramnitz, Kramnitzmühle, Rosenhof, Rudershof, Schönbirken, Siedlung Werbellinsee, Sportschule Lindow und Wilhelmshöhe[4]
- Rüthnick mit den Wohnplätzen Mohnhorst und Rüthnicker Pläne[5]
- Vielitzsee mit den Ortsteilen Seebeck, Strubensee und Vielitz sowie den Wohnplätzen Alte Ziegelei, Ausbau Vielitz, Neu Seebeck, Ravenhorst und Siedlung[6]

## Geschichte
Der Minister des Innern des Landes Brandenburg erteilte der Bildung des Amtes Lindow/Mark am 24. Juni 1992 seine Zustimmung. Als Zeitpunkt des Zustandekommens des Amtes wurde der 1. Juli 1992 festgelegt. Das Amt hat seinen Sitz in der Stadt Lindow und bestand zunächst aus neun Gemeinden in den damaligen Kreisen Neuruppin und Gransee:
1. Herzberg
2. Klosterheide
3. Schönberg
4. Seebeck-Strubensee
5. Rüthnick
6. Vielitz
7. Banzendorf
8. Keller
9. Stadt Lindow

Die Gemeinde Hindenberg wurde dem Amt Lindow/Mark nach §1 Abs. 4 der AmtO zugeordnet.
Am 31. Dezember 2001 wurden Banzendorf, Keller und Klosterheide in die Stadt Lindow (Mark) eingegliedert. Zum selben Zeitpunkt schlossen sich Vielitz und Seebeck-Strubensee zur neuen Gemeinde Vielitzsee zusammen.
Die Gemeinden Hindenberg und Schönberg (Mark) wurden zum 26. Oktober 2003 in die Stadt Lindow (Mark) eingegliedert.

## Bevölkerungsentwicklung
| Jahr | Einwohner |
| ---- | --------- |
| 1992 | 5 031     |
| 1995 | 5 122     |
| 2000 | 5 263     |
| 2005 | 5 059     |
| 2010 | 4 800     |
| 2015 | 4 538     |

| Jahr | Einwohner |
| ---- | --------- |
| 2020 | 4 604     |
| 2021 | 4 603     |
| 2022 | 4 634     |
| 2023 | 4 505     |
| 2024 | 4 485     |

Gebietsstand des jeweiligen Jahres, Einwohnerzahl: Stand 31. Dezember, ab 2011 auf Basis des Zensus 2011, ab 2022 auf Basis des Zensus 2022

## Amtsdirektor
- 1992–2008: Peter Hortig
- 2008–2023: Danilo Lieske[15]
- Seit 2024: Karsten Rottstädt[16]